# Sankt-Gertraud-Kirche (Frankfurt (Oder))
| St.-Gertraud-Kirche | St.-Gertraud-Kirche            |
| ------------------- | ------------------------------ |
|                     |                                |
| Adresse             | Frankfurt (Oder),              |
| Konfession          | evangelisch                    |
| Gemeinde            | St.-Gertraud und St. Marien    |
| Aktuelle Nutzung    | Gemeindekirche                 |
| Gebäude             |                                |
| Baujahr(e)          | 1873–1878; 1945/49 Reparaturen |
| Stil                | Neogotik                       |

Die St.-Gertraud-Kirche ist eine evangelische Kirche in der Stadt Frankfurt (Oder). Sie steht unter dem Patrozinium der Heiligen Gertrud von Nivelles.
Die Kirche gehört zum Kirchenkreis Oderland-Spree der Evangelischen Kirche Berlin-Brandenburg-schlesische Oberlausitz.

## Geschichte

### Vorläuferbauten

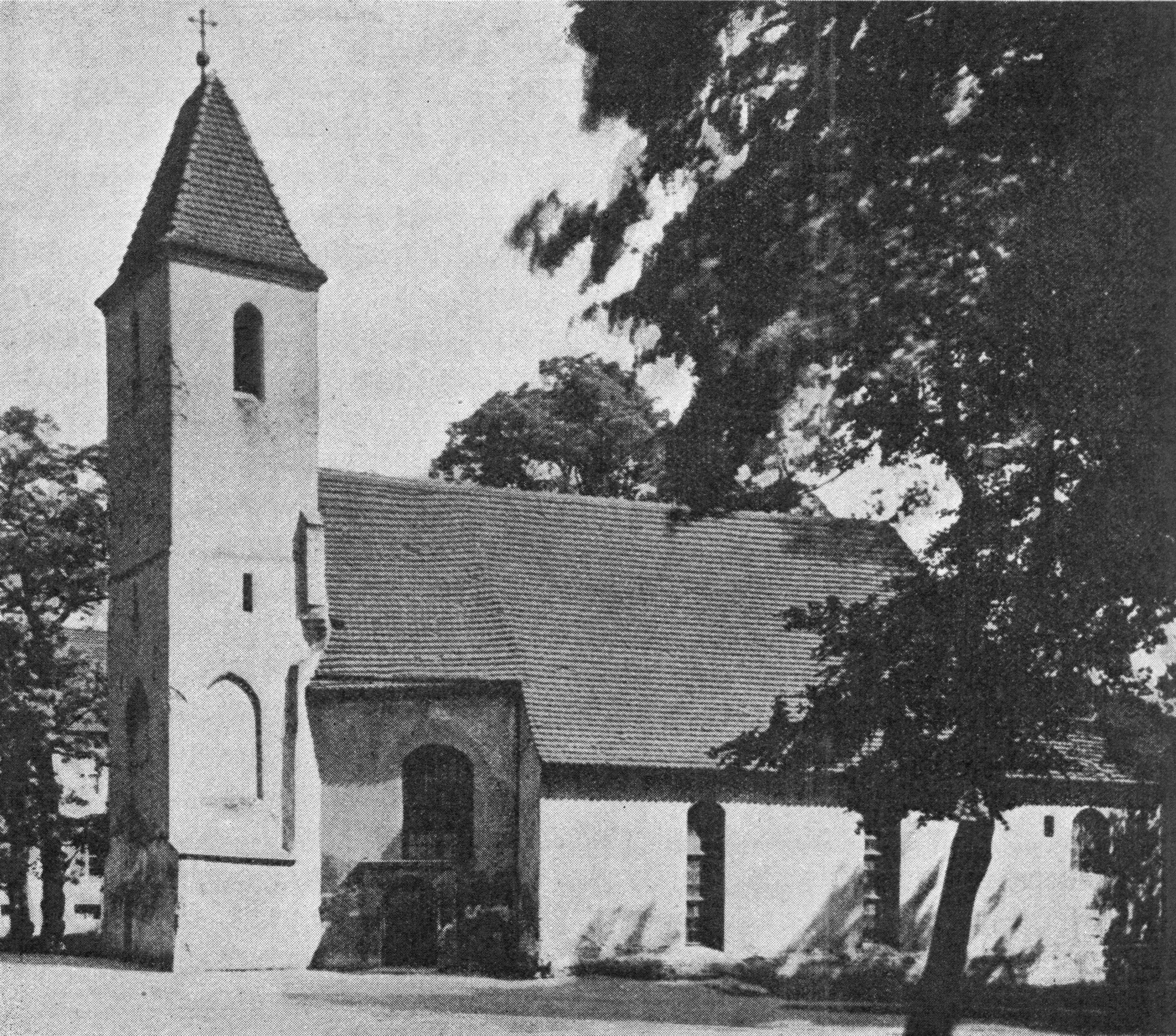
Vorgängerbau der Gertraudenkirche

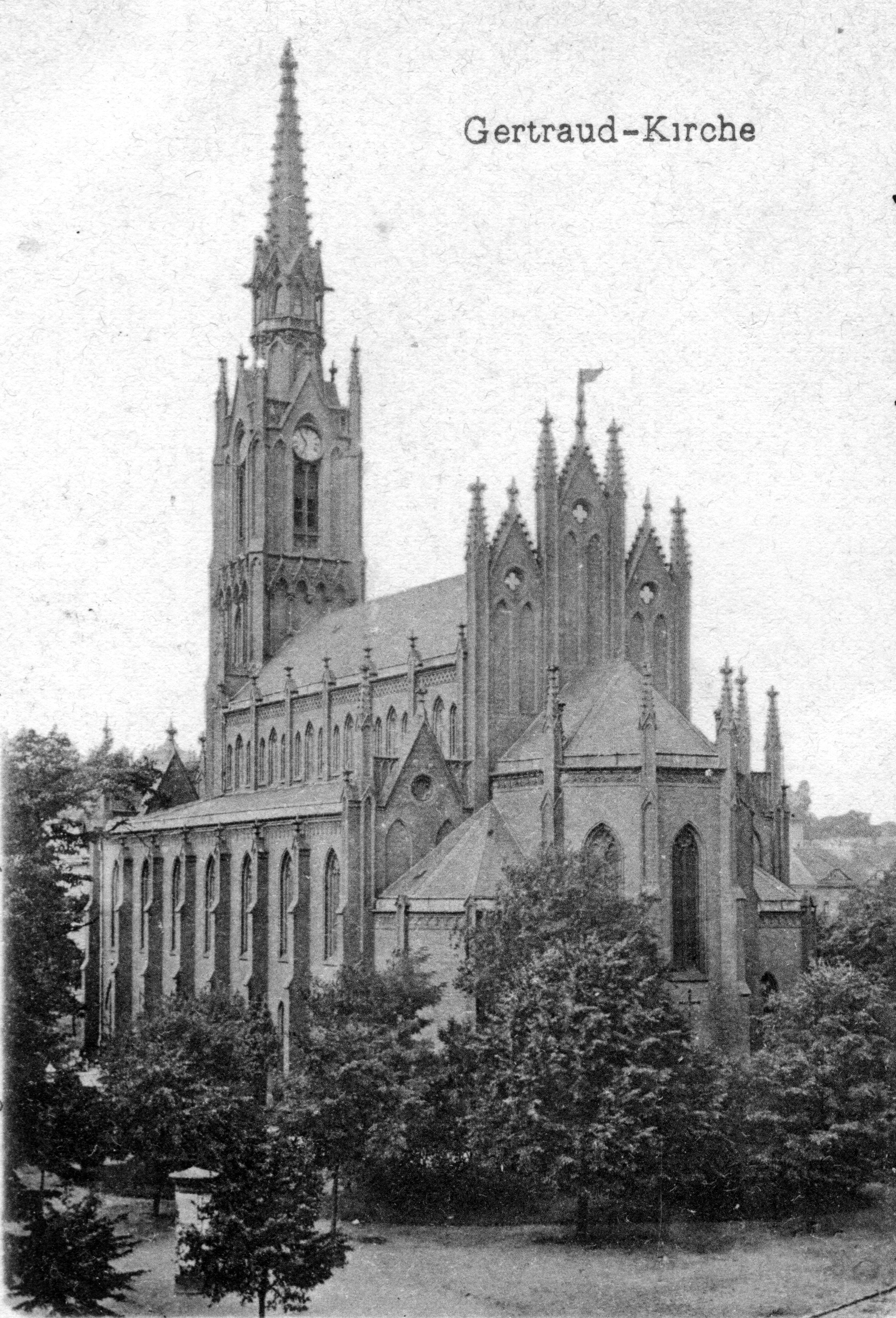
Gertraudenkirche 1898

1368 wurde die von der Gewandschneiderinnung für die Bewohner der Gubener Vorstadt in Frankfurt und die südwärts ziehenden Kaufleute als Gebetsstätte errichtete St.-Gertraud-, Urban- und Theobald-Kapelle vor dem Gubener Tor erstmals erwähnt. Die Kapelle und ihre Nachfolgebauten standen in etwa dort, wo heute das Heinrich-von-Kleist-Denkmal steht.
Mit der Zerstörung der Gubener Vorstadt durch die Hussiten 1432 wurde auch die Kapelle zerstört, aber bald wieder aufgebaut. Durch die Reformation wurde die Kapelle 1539 zur Pfarrkirche erhoben. Seit 1614 wurde ein Kirchenbuch geführt.
Im April 1631, kurz vor dem Angriff der Truppen des schwedischen Königs Gustav II. Adolf im Dreißigjährigen Krieg, brannten die kaiserlichen Truppen die Gubener Vorstadt samt Kirche nieder. 1660, rund dreißig Jahre später, wurde sie im barocken Stil neu aufgebaut und am 25. April 1662 geweiht. 1670 entstand der spätgotische Altarschrein.
Nach den Befreiungskriegen 1820 konnte die Gewandschneiderinnung die Erhaltung der Kirche nicht mehr finanzieren, so dass das Gebäude an die Stadt Frankfurt (Oder) überging. Vor der Auflösung der Gewandschneiderinnung stiftete diese eine silberne Taufschale, Taufkanne und einen Tauftisch. Die Taufschale ist bis heute in Nutzung.
1822 war die Kirche baufällig; Gottesdienste bis zur Sanierung 1823 fanden in der Marienkirche statt. 1856 gab es Innenrestaurierungen, während derer wieder die Marienkirche genutzt wurde.

### Das heutige Gotteshaus entsteht

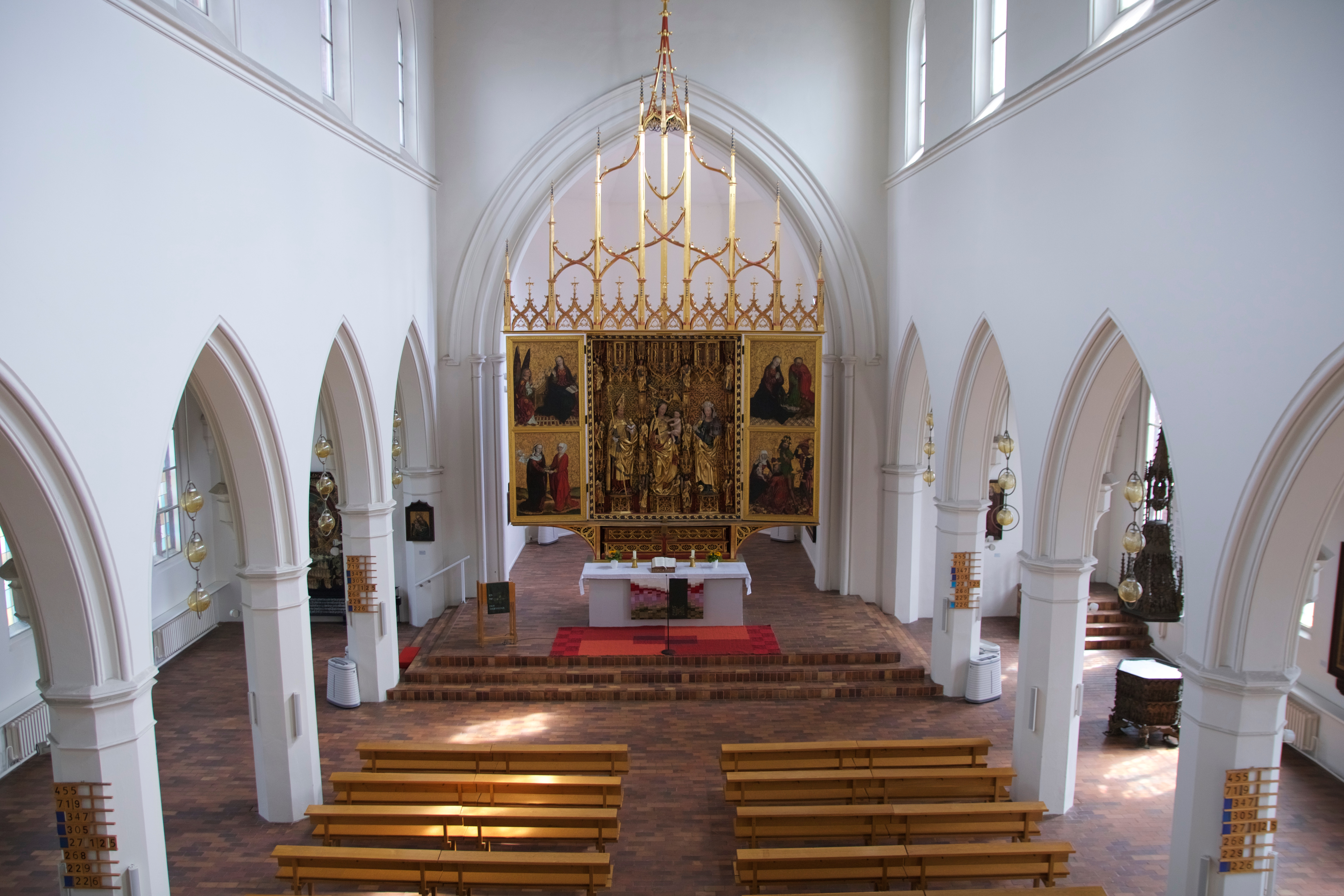
Innenansicht mit Blick auf den Altar

1865 setzte der Magistrat eine Kommission für einen Neubau von St. Gertraud ein. Nach Landerwerb und Architektensuche konnte 1873 mit einer Anleihe ein Neubau im neogotischen Stil begonnen werden. Die Entwürfe der dreischiffigen, neugotischen Basilika stammten von den Architekten Carl Christ und Wilhelm Kinzel. Am 20. Dezember 1878 war der Bau vollendet und die neue Kirche wurde eingeweiht. Zum Einweihungsgottesdienst wurden 1.000 Einladungen verschickt. Das Ereignis war bedeutsam, da es sich um den ersten Kirchenneubau in Frankfurt seit dem Mittelalter handelte. Die Gemeinde feierte die Einweihung später. 1879 war die Orgel fertig.
Um 1882/1885 erhielt St. Gertraud eine neue Turmspitze. Um 1930 erfolgten wieder Reparaturarbeiten, infolgedessen vielfältiger Zierrat entfernt wurde. Der Turm erhielt seine Spitze in der heutigen Form.
Ende des Zweiten Weltkrieges wurde die Kirche durch Artillerietreffer schwer beschädigt, aber rasch wieder instand gesetzt. Am 15. Mai 1949 wurde die provisorisch renovierte Kirche wieder genutzt.
1975 wurden die Gertraud- und Mariengemeinde vereint. Finanziert mit Hilfe eines Kirchenbauprogramms in der DDR, wurde beim Umbau 1978 bis 1980 in St. Gertraud eine Zwischendecke auf der Höhe der ehemaligen Emporen eingezogen: Im unteren Geschoss entstanden Gemeinde- und Büroräume, im oberen Geschoss ein Kirchraum. Das Pfarrhaus der Mariengemeinde sollte in eine Schule umgewandelt werden.
Nach 1980 wurden die mittelalterlichen Kunstgüter Hochaltar, Bronzetaufe, ein siebenflammiger Leuchter und viele Epitaphien aus der Marienkirche  in den oberen Kirchraum eingebracht.

## Kandelaber

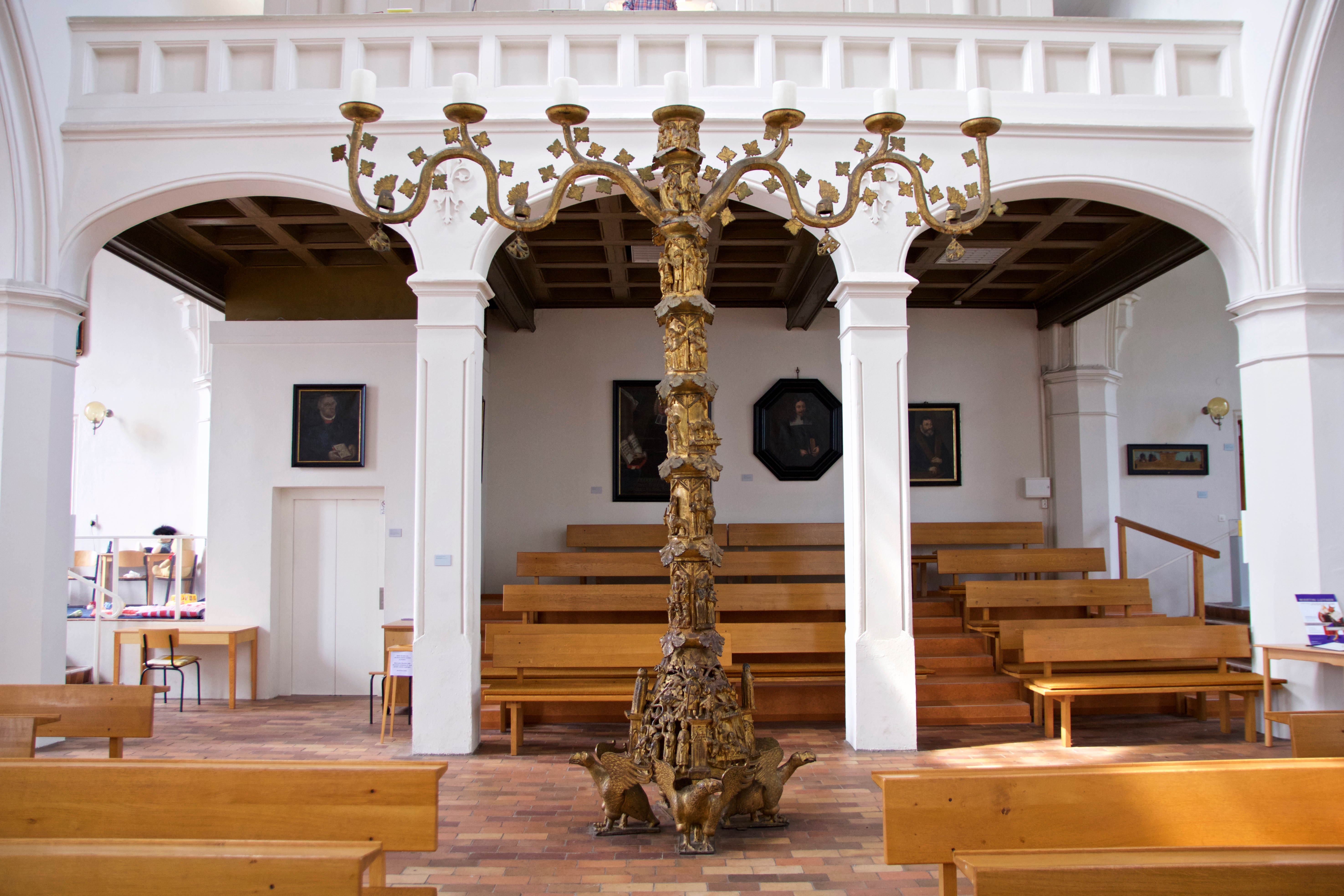
Siebenarmiger Bronzeleuchter aus der Marienkirche; seit den 1980er Jahren in der Gertraudenkirche.

Der mittelalterliche Bronzeleuchter aus der Zeit um 1375 ist über vier Meter hoch und breit. Er ist einer der größten mittelalterlichen Leuchter und befindet sich seit 1981 in der Kirche. Im Dreißigjährigen Krieg wurde der Leuchter in der Oder versenkt um ihn so vor den Schweden zu retten.

## Orgel

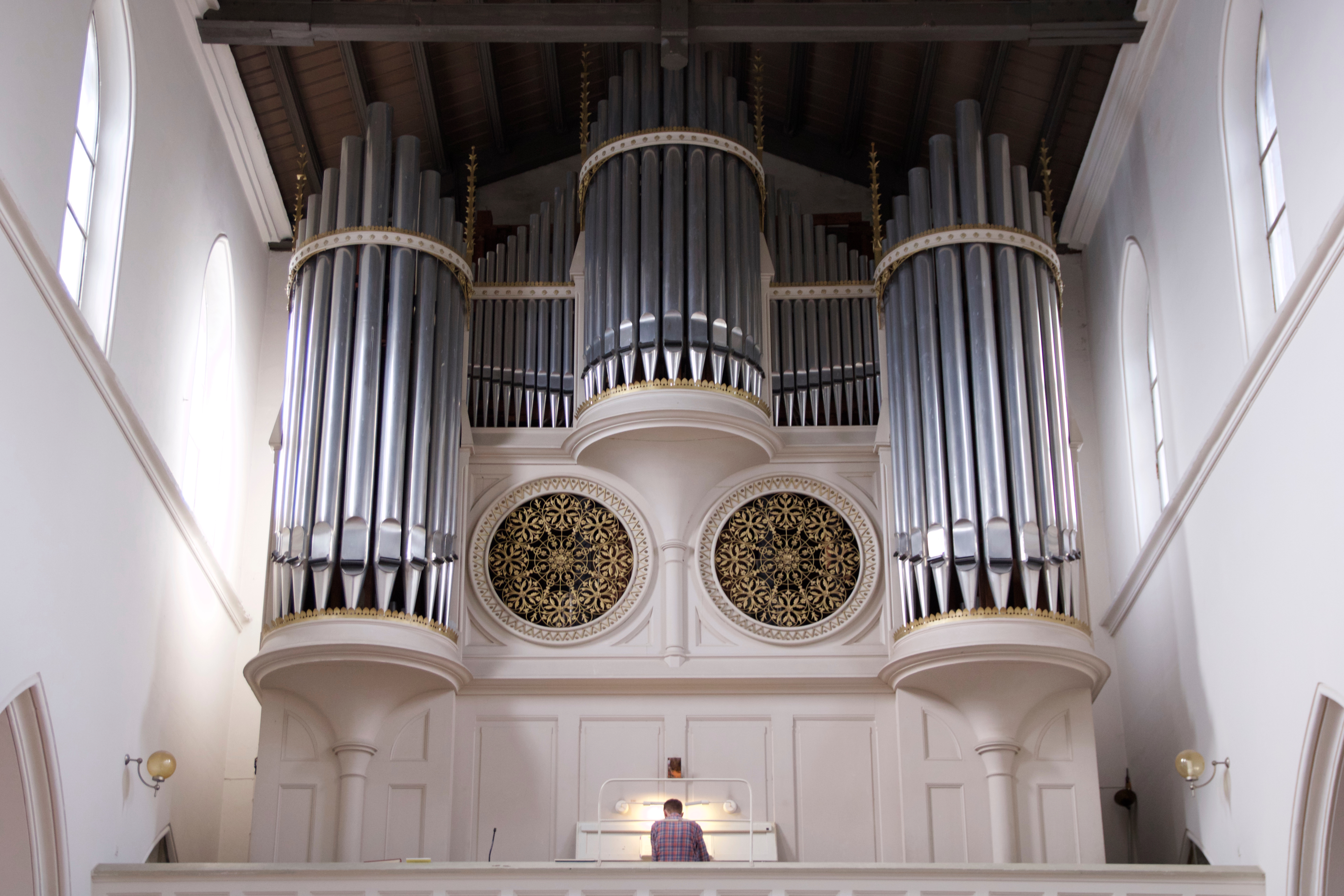
Orgelprospekt

Zwischen 1878 und 1879 baute die Firma Wilhelm Sauer die heutige, dreimanualige Orgel mit Pedal über 36 Register. Die Pfeifen stehen auf mechanischen Kegelladen. Das ursprünglich mit einer Vielzahl an romantischen 16'- und 8'-Registern disponierte Instrument hat seit der „Barockisierung“ durch die Erbauerfirma 1943 folgende Disposition:
| I Hauptwerk C–f3 |                |         |
| 1.               | Principal      | 16′     |
| 2.               | Principal      | 08′     |
| 3.               | Gedackt        | 08′     |
| 4.               | Oktave         | 04′     |
| 5.               | Rohrflöte      | 04′     |
| 6.               | Quinte         | 02 ⁄3′  |
| 7.               | Flachflöte     | 02′     |
| 8.               | Terz           | 01 3⁄5′ |
| 9.               | Mixtur IV–VI 0 |         |
| 10.              | Trompete       | 08′     |

| II Manual C–f3 |               |    |
| 11.            | Principal     | 8′ |
| 12.            | Rohrflöte     | 8′ |
| 13.            | Salicional    | 8′ |
| 14.            | Spitzoktave 0 | 4′ |
| 15.            | Blockflöte    | 4′ |
| 16.            | Oktave        | 2′ |
| 17.            | Sifflöte      | 1′ |
| 18.            | Terzian II    |    |
| 19.            | Zimbel III    |    |
| 20.            | Krummhorn     | 8′ |

| III Schwellwerk C–f3 |                   |        |
| 21.                  | Quintatön         | 16′    |
| 22.                  | Singend Gedackt 0 | 08′    |
| 23.                  | Principal         | 04′    |
| 24.                  | Gemshorn          | 04′    |
| 25.                  | Gedacktflöte      | 04′    |
| 26.                  | Nachthorn         | 02′    |
| 27.                  | Quinte            | 01 ⁄3′ |
| 28.                  | Scharff IV        |        |

| Pedal C–d1 |                 |     |
| 29.        | Principal       | 16′ |
| 30.        | Subbaß          | 16′ |
| 31.        | Oktave          | 08′ |
| 32.        | Baßflöte        | 08′ |
| 33.        | Oktavflöte      | 04′ |
| 34.        | Mixtur IV       |     |
| 35.        | Posaune         | 16′ |
| 36.        | Singend Cornett | 02′ |

- Koppeln: II/I, III/I, I/P, II/P
- Spielhilfen: Tutti I Manual, Tutti II Manual, Tutti III Manual, Tutti Pedal, Crescendo-Walze